# شبيهة العظاءة الخيلية
شبيهة العظاءة الخيلية (الاسم العلمي:†Hipposauroides) هي جنس منقرض من الزواحف تتبع فصيلة العظايا الخيلية من رتيبة البيارميات وأشباهها.